# Campeonato Italiano de Rugby 1937-38
El Campeonato de Rugby de Italia de 1937-38 fue la décima edición de la primera división del rugby de Italia.

## Sistema de disputa
El torneo se disputó en formato liga en donde cada equipo enfrentaba a cada uno de sus rivales en condición de local y de visitante.
El equipo que al finalizar el campeonato se ubique en la primera posición se corona campeón del torneo.

## Desarrollo
Tabla de posiciones:
| Pos. | Equipo         | Encuentros | Encuentros | Encuentros | Encuentros | Tantos | Tantos | Tantos | Puntos |
| Pos. | Equipo         | PJ         | PG         | PE         | PP         | F      | C      | Dif    | Puntos |
| ---- | -------------- | ---------- | ---------- | ---------- | ---------- | ------ | ------ | ------ | ------ |
| 1.º  | Amatori Milano | 14         | 13         | 1          | 0          | 309    | 46     | +263   | 27     |
| 2.º  | GUF Torino     | 14         | 12         | 1          | 1          | 181    | 69     | +112   | 25     |
| 3.º  | GUF Roma       | 14         | 7          | 1          | 6          | 96     | 143    | -47    | 15     |
| 4.º  | Rugby Roma     | 14         | 8          | 0          | 6          | 123    | 140    | -17    | 14     |
| 5.º  | GUF Bologna    | 14         | 6          | 1          | 7          | 59     | 126    | -67    | 13     |
| 6.º  | GUF Genova     | 14         | 2          | 3          | 9          | 102    | 198    | -96    | 7      |
| 7.º  | GUF Padova     | 14         | 2          | 1          | 11         | 59     | 128    | -69    | 5      |
| 8.º  | GUF Milano     | 14         | 2          | 0          | 12         | 81     | 160    | -79    | 4      |

|  | Campeón. |

### Campeón
| Bandera de Italia      |
| Campeón Amatori Milano |
| Octavo título          |